# 越南—丹麥關係
丹越关系（越南语： Quan hệ Đan Mạch – Việt Nam）是指丹麦和越南之間的雙邊關係。

## 历史
冷战初期，丹麦承认越南共和国并与之建交，但两国并未在对方首都互设大使馆，丹麦通过驻泰国大使馆以及位于南越首都西貢（今胡志明市）的名譽領事館以维持双边关系，而越南共和国则通过驻联邦德国的大使馆兼辖对丹外交业务。两国的外交关系一直维持到1975年南越覆亡。
1971年11月25日，丹麦与越南民主共和国建交。1994年4月1日，丹麦在河内市开设驻越大使馆。2000年8月12日，越南亦在哥本哈根开设大使馆。2009年，丹麦女王玛格丽特二世访问越南，成为首位访问越南的丹麦国家元首。2013年9月，越南国家主席张晋创对丹麦进行国事访问并与丹麦首相赫勒·托宁-施密特举行会谈，双方宣佈建立越丹「全面合作伙伴关系」。
截止至2020年，丹麦有越南裔公民15,953人。他们大部分为1975年越南共和国覆亡后移民丹麦的越南人。

## 旅遊

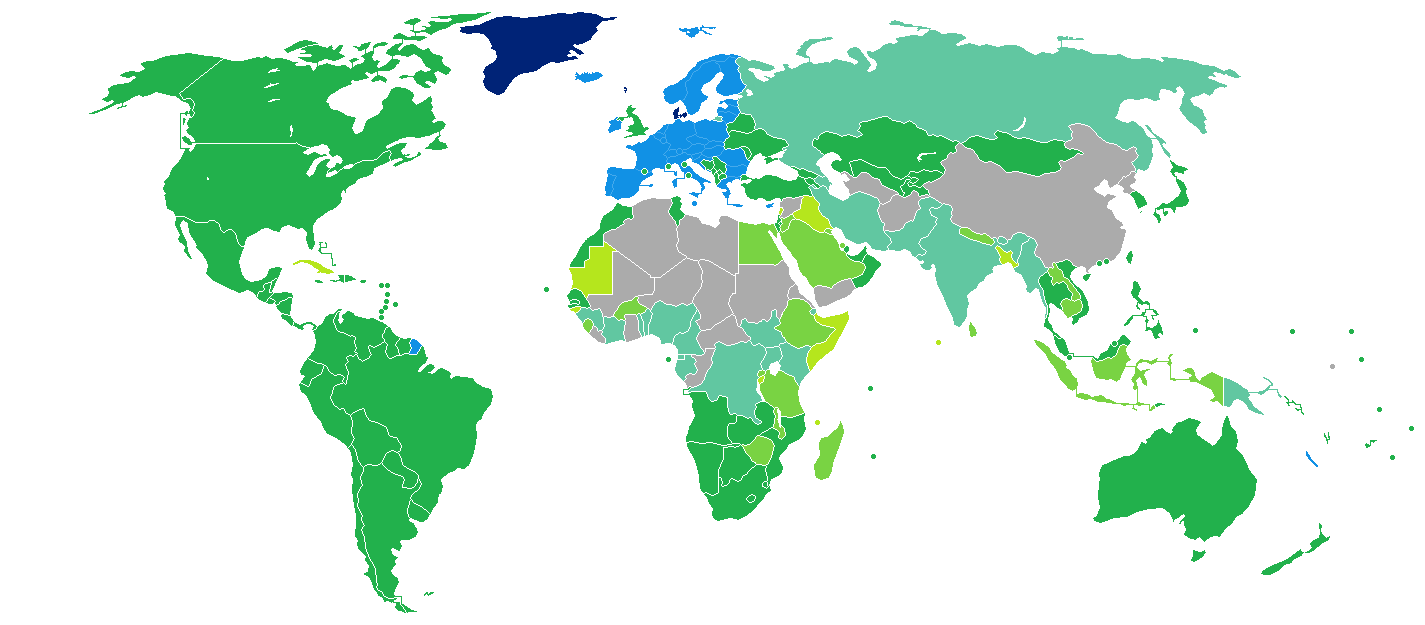
持丹麦護照的丹麦公民可以免簽證的方式入境越南。

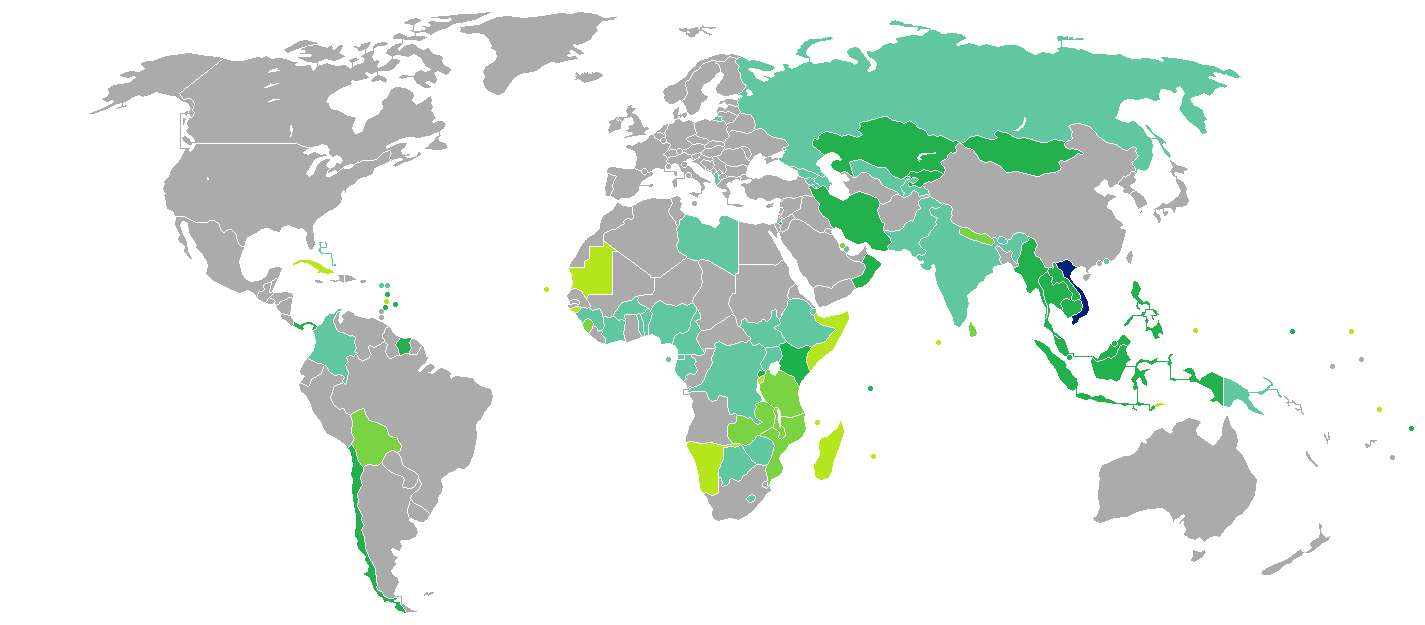
持越南護照的越南公民需要提前申请签证才能入境丹麦。

### 簽證
越南政府单方面给予持有欧盟護照的丹麦公民免签证入境待遇，可以停留15天，2023年8月，免签停留日数由15天延长至45天。而越南公民则必须提前申请签证方可入境丹麦。
有鑑於2019冠状病毒病疫情，越南政府曾经于2020年3月至2022年3月暂停给予丹麦单方面的免签证政策。